# Número de Erdős-Nicolas
En teoría de números, un número de Erdős-Nicolas es un número que no es perfecto, pero que es igual a la suma de algunos de sus divisores. Es decir, un número n es un número de Erdős-Nicolas cuando existe otro número m tal que
{\displaystyle \sum _{d\mid n,\ d\leq m}d=n.}
Los diez primeros números de Erdős-Nicolas son
24, 2016, 8190, 42336, 45864, 392448, 714240, 1571328, 61900800 y 91963648. (sucesión A194472 en OEIS)
Llevan el nombre de Paul Erdős y de Jean-Louis Nicolas, quienes escribieron sobre ellos en 1975.